# Torpedo (album)
Torpedo è l'undicesimo album in studio del gruppo musicale gallese Feeder, pubblicato nel 2022.

## Tracce
1. The Healing – 6:08
2. Torpedo – 3:44
3. When It All Breaks Down – 4:15
4. Magpie – 3:51
5. Hide and Seek – 3:25
6. Decompress – 3:39
7. Wall of Silence – 3:32
8. Slow Strings – 4:54
9. Born to Love You – 3:27
10. Submission – 4:33
11. Desperate Hour – 4:00

## Formazione
- Grant Nicholas – voce, chitarra, tastiera, percussioni
- Taka Hirose – basso
- Karl Brazil – batteria (1, 3, 5, 7, 8, 9)
- Geoff Holroyde – batteria (2, 4, 6, 10), percussioni (7, 11)
- Tim Rice – arrangiamento archi, tastiera (1, 5, 8, 10)
- Brian Sperber – tastiera (10)